# بی‌بی‌کد
بی‌بی‌کد (به انگلیسی: BBCode) کوته‌نوشت عبارتِ کُد تابلوی اعلانات (به انگلیسی: Bulletin Board Code)، نوعی زبان نشانه‌گذاری است که در  انجمن‌های اینترنتی برای تغییر شیوه نمایش متن بکار می‌رود. بی‌بی‌کدها مجموعه‌ای از کدها هستند که با قرار گرفتن کمانک‌های ( ) حاوی رمزهای ویژه در دو سوی یک متن، باعث می‌شوند تا آن متن به شیوه دیگری چون رنگی یا در اندازه متفاوت به نمایش در آید.

## جدول بی‌بی‌کدها
| بی‌بی‌کد | نمایش                          |
| [b]متن توپر[/b] | متن توپر                       |
| [i]متن کج[/i] | متن کج                         |
| [u]متن زیر خط‌دار[/u] | متن زیر خط‌دار                  |
| [s]متن خط خورده[/s] | متن خط خورده                   |
| [url]http://example.org[/url] | http://example.org             |
| [url=http://example.com]پیوند[/url] |                                |
| [img]http://upload.wikimedia.org/wikipedia/commons/thumb/7/7c/Go-home.svg/100px-Go-home.svg.png[/img]                                          |                                |
| [quote]نقل قول[/quote] | آورده‌اند:نقل قول               |
| [code]متن هم‌عرض[/code] | متن هم‌عرض                      |
| [size=15]متن درشت[/size] (The unit of measurement varies with each BBCode variant and could represent pixels, points, or relative HTML sizes.) | متن درشت                       |
| [color=red]متن قرمز رنگ[/color] یا [color=#FF0000]متن قرمز رنگ[/color] یا [color=FF0000]متن قرمز رنگ[/color] (Both HTML color names and        | متن قرمز رنگ                   |
| [:-)] راه دیگری برای استفاده از [img]url_img[/img] که باید از پیش در انجمن پیکربندی شود.                                                       | (تصویری ویژه در اندازه متفاوت) |
| [list] [*]بند اول [*]بند دوم [/list] | - بند اول - بند دوم            |
| [table] [tr] [td]جدول‌بندی[/td] [/tr] [/table]                                                                                                  | \| جدول‌بندی \|                 |
| جدول‌بندی |                                |